# Гильданов, Халяф Гильванович
Халяф Гильванович Гильданов (1 февраля 1932 года — 7 января 1994 года) — тракторист колхоза «Коммунар» Илишевского района Башкирской АССР. Герой Социалистического Труда (1975). Заслуженный механизатор Башкирской АССР (1975). Депутат Верховного Совета Башкирской АССР девятого созыва (1975—1980).

## Биография
Халяф Гильванович Гильданов родился 1 февраля 1932 г. в д. Мало-Бишкураево Илишевского района БАССР. Образование — неполное среднее.
Трудовую деятельность начал в 1948 г. в колхозе «Коммунар» Илишевского района. С 1952 г. работал трактористом этого же колхоза.
X. Г Гильданов зарекомендовал себя высококвалифицированным специалистом своего дела. В 1974 г. в социалистическом соревновании среди механизаторов колхоза и района занял первое место. Задание девятой пятилетки (1971—1975) по выработке на трактор выполнил досрочно — за три года и восемь месяцев. На вспашке зяби в 1974 г. добился высоких показателей. Так, 22 и 23 августа на трак¬торе ДТ-54 за две рабочие смены вспахал 25 гектаров зяби при сменной норме 3,5 гектаров. Вспашку зяби производил на глубину 28-30 сантиметров с хорошим качеством.
Экономия средств на содержание техники за 1971—1974 гг. составила 343 рубля, горюче-смазочных материалов — 1 567 килограммов, при обязательстве соответственно 286 рублей и 1 190 килограммов.
Своим добросовестным трудом X. Г. Гильданов завоевал прочный авторитет среди тружеников колхоза и района. Активно участвовал в общественной жизни, являлся трактористом первого класса.
В звене, где работал X. Г. Гильданов, на отдельных участках были получены рекордные урожаи: с площади 65 гектаров собрано по 39,2 центнера яровой пшеницы, с площади 50 гектаров — по 40,1 центнера овса.
В целом колхоз «Коммунар» по урожайности зерновых культур в 1974 г. занял первое место в республике и продал государству 53 059 центнеров хлеба. Народно-хозяйственный план заготовок зерна был выполнен на 125 процентов, мяса- на 100,3 процента, молока — на 125 процентов, яиц — на 141 процент и шерсти-на 103 процента.
За выдающиеся успехи, достигнутые во Всесоюзном социалистическом соревновании, и проявленную трудовую доблесть в досрочном выполнении заданий девятой пятилетки и принятых обязательств по увеличению производства и продажи государству продуктов земледелия и животноводства Указом Президиума Верховного Совета СССР от 10 февраля 1975 г. X. Г. Гильданову присвоено звание Героя Социалистического Труда.
До выхода на пенсию в 1992 г. работал помощником бригадира комплексной бригады колхоза «Коммунар».
Халяф Гильванович Гильданов умер 7 января 1994 года.

## Награды
- Герой Социалистического Труда (1975
- Два ордена Ленина

Заслуженный механизатор Башкирской АССР (1975).

## Память
В целях увековечения памяти X. Г. Гильданова его именем названа улица в д. Мало-Бишкураево Илишевского района.